# Трубаєва Дарія Герасимівна
Дарія Герасимівна Трубаєва (? — ?) — українська радянська діячка, новатор сільськогосподарського виробництва, бригадир овочівницької бригади радгоспу «Озерний» Сакського району Кримської області. Депутат Верховної Ради УРСР 5-го скликання.

## Біографія
У 1930 році, у віці сімнадцяти років, переїхала із Каховського району Херсонщини працювати у радгосп «Озерний» Сакського району Кримської АРСР.
З 1935 року — бригадир першої овочівницької бригади радгоспу «Озерний» села Джага-Кущи (з 1945 року — села Охотникового) Сакського району Кримської області. Під час німецько-радянської війни загинув її чоловік.
У 1955 році бригадою Трубаєвої на площі 55 гектарів було отримано урожай по 252 центнера, у 1956 році на площі 40 гектарів отримано по 281 центнеру, а у 1957 році на площі 60,5 гектара отримано по 290 центнерів овочів з гектара. Бригада досягнула високих урожаїв помідорів, моркви, цибулі, патисонів.
Дарія Трубаєва закінчила трирічні агрозоотехнічні курси. Вибиралася депутатом Сакської районної ради депутатів трудящих.
Потім — на пенсії.

## Нагороди
- орден Леніна (26.02.1958)
- медалі